# Zeledònia
La zeledònia (Zeledonia coronata) és un ocell de l'ordre dels Passeriformes. La seua taxonomia va trigar molt de temps en ser resolta, considerat de família Incertae sedis. Avui es considera l'única espècie del gènere Zeledonia Ridgway, 1889 i de la monotípica família dels Zeledònids (Zeledoniidae, Ridgway 1907), arran Barker et al, 2013.

## Hàbitat i distribució
Habita matolls, bambú i selva humida de les muntanyes de Costa Rica i oest de Panamà.